# Ronald Smith
Ronald Bertram Smith (Londres, 3 de gener de 1922- Hythe, Kent, 27 de maig de 2004) va ser un pianista clàssic anglès, compositor i professor de música.

## Naixement i educació
Smith va néixer a Londres, i va créixer a Sussex. Va ser educat a l'Escola de Gramàtica del Comtat de Lewes (Priory School) i a la Universitat de Música de Brighton. Va entrar a la Royal Academy of Music a l'edat de 16 anys amb una beca de composició Sir Michael Costa. Després de deixar l'acadèmia va estudiar a París amb Marguerite Long, mentre treia el grau BMus (llicenciatura de música) a la Universitat de Durham.
Va ser influït pel pianista Edwin Fischer, qui el va impressionar com a concursant al concurs internacional de piano de Ginebra del 1949. Quan Fischer va visitar Londres, va seleccionar Smith i Denis Matthews per a interpretar el segon i tercer piano del seu enregistrament del Concert per a tres pianos de Bach. Smith va dir que va aprendre més en aquells quatre dies treballant amb Fischer que en els seus anys d'estudi anteriors.

## Carrera professional
Com a intèrpret, Smith va destacar en obres de piano del període romàntic. A la dècada de 1940 li van demanar de ser el primer en enregistrar música del llavors ignorat Charles-Valentin Alkan, en concret el seu Concert per a Piano solo. Va rebre la partitura de Humphrey Searle i a primera ullada la va considerar impossible de tocar. Més tard va enregistrar moltes de les obres d'Alkan, i també va escriure una biografia del compositor. Els seus esforços van servir per a augmentar l'interès en Alkan, sent a més a més president de la Societat Alkan des de la seva fundació, el 1977, fins a la seva mort.
El seu llegat discogràfic abasta actuacions pioneres d'Alkan, incloent els estudis complets en totes les claus menors Op. 39, així com música de Chopin, Schubert, Beethoven, Balàkirev i Liszt.
Va ser professor de piano al llarg de molts anys, primer a la Harrow School des del 1943, després a la The King's School de Canterbury fins al 1990. Llavors va concedir audicions a la Kent School of Music (Canterbury) per a seleccionar estudiants privats als que poder donar classes en el seu temps lliure.

## Vida privada
Smith es va casar amb la violoncel·lista Anne Norman el 1969, i van tenir una filla, Beka Smith. Van establir la casa familiar a Saltwood, al comtat de Kent, en una casa amb suficient espai com per a fer un estudi de música.
Smith morí el 27 de maig de 2004 als 82 anys.